# Verhemelte

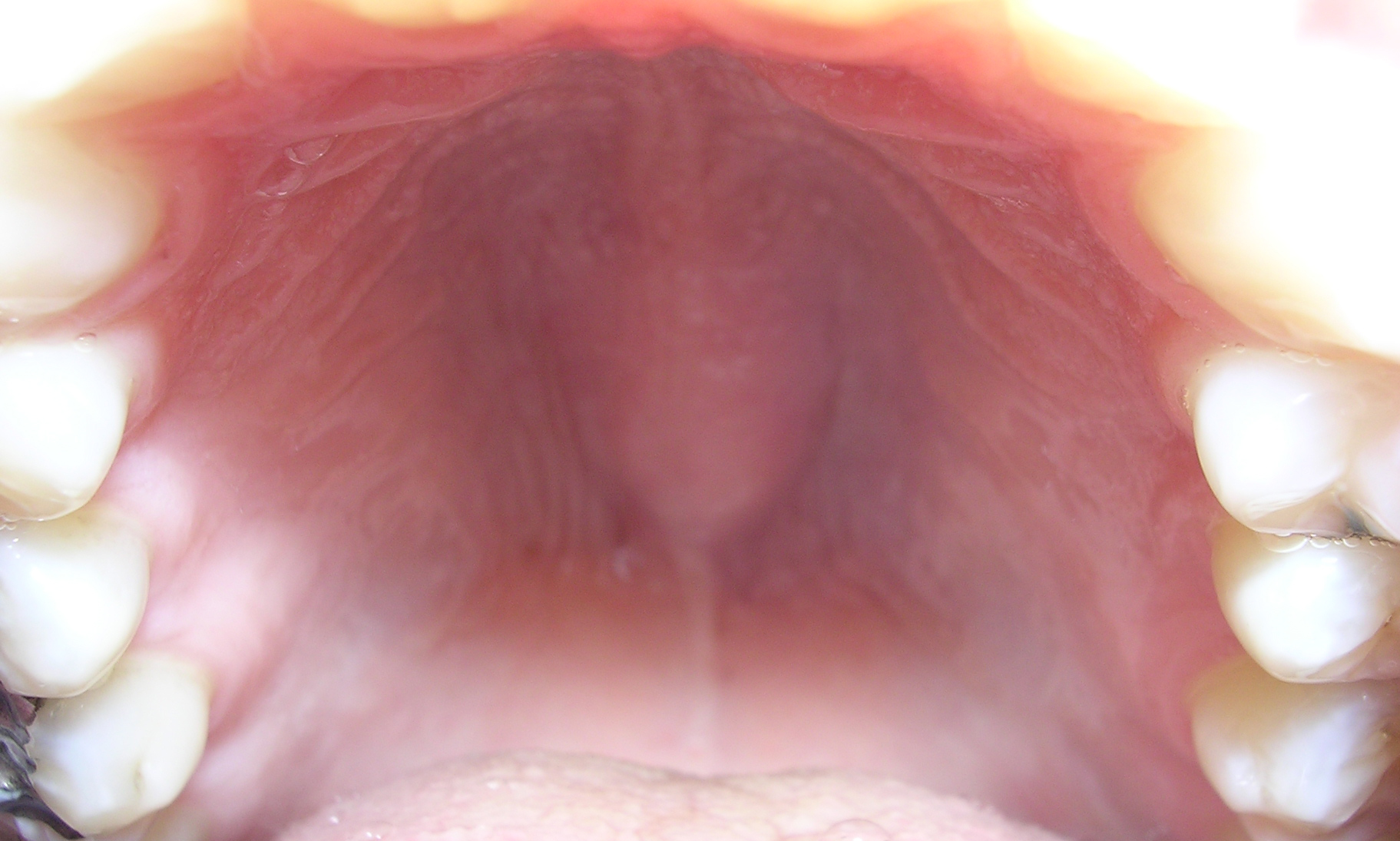
Het gehemelte

Het verhemelte, gehemelte of palatum is de gebogen scheidingswand tussen de mondholte en de neusholte. Het is een meestal goed doorbloed orgaan, dat bestaat uit een hard en een zacht gedeelte.

## Anatomie
- Het voorste, harde gedeelte - palatum durum - wordt ondersteund door een benig gedeelte, dat bestaat uit het os maxillaris en het os palatinum. Het sluit de mondholte af van de neusholte en de omliggende sinussen. Helemaal vooraan bevindt zich de papilla incisiva.
- Het achterste, zachte gedeelte - palatum molle, velum palatinum of palatum velum - wordt niet door bot ondersteund. Dit gedeelte heeft onder meer een functie bij de spraak en slikken. Het zou tevens de oorzaak zijn van veel snurkproblemen. Het zachte verhemelte loopt uit in een fijn lelletje: de uvula of huig.

## Functies
In de spraak worden velaren gevormd door de tong tegen het zachte gehemelte aan te duwen. Het zachte gehemelte kan verder, in tegenstelling tot het harde gehemelte, ook omhoog worden bewogen. Wanneer een zanger op deze manier de doorgang naar de neusholte afsluit, wordt voorkomen dat klanken in de neusholte resoneren. Zo kan een nasaal geluid worden voorkomen. Wanneer het zachte gehemelte in rustpositie is, is de doorgang naar de neus juist open en kunnen klanken juist wel nasaal klinken. Bij de nasale medeklinkers ng, n en m gebeurt dit per definitie. Door oefening kan men leren om klanken al dan niet nasaal te laten klinken. Ook zorgt het optillen of juist niet optillen van het zachte gehemelte voor een verandering in klankkleur van de stem. Een goed voorbeeld hiervan is gapen: daarbij beweegt het zachte gehemelte omhoog waardoor de kleur van de stem donkerder wordt. Hierbij moet opgemerkt worden dat een deel van de verandering van klankkleur wordt veroorzaakt door het dalen van het strottenhoofd. In klassieke zang is het optillen van het zachte gehemelte een onmisbaar onderdeel bij de vorming van een klassieke klank. Bij het slikken sluit het zachte verhemelte de verbinding tussen neusholte en keelholte af. In alle andere gevallen is deze verbinding open voor de ademhaling.
In de fonetiek worden palatale klanken onderscheiden  van velare (of: velaire) klanken. Een klank is palataal als de tong en het harde gehemelte de uitspraak bepalen en velaar als de tong en het zachte gehemelte de uitspraak bepalen.
Wanneer de articulatie van een bepaalde spraakklank richting het harde verhemelte verschuift, wordt dit palatalisatie genoemd. Een verschuiving van de articulatie richting het zachte gehemelte heet velarisatie.

## Afwijkingen
Soms zijn het linker- en rechterdeel van het gehemelte bij de geboorte niet volledig aan elkaar gegroeid. Men spreekt dan van een open of gespleten gehemelte, ofwel schisis of palatum fissum. Deze aandoening is te behandelen met een operatie.
Wanneer de tong in rust tegen het palatum zit geplakt, ontwikkelt het gehemelte zich in de juiste vorm met plek voor alle elementen. Rust de tong laag in de mond, dan verdwijnt de tegendruk. Dit zorgt voor een smal en hoog gehemelte; een zogeheten gotisch gehemelte. Wanneer de bovenkaak smal is, is er minder plek voor alle elementen, waardoor malocclusie kan ontstaan. 
Een logopedist kan met oro-myofunctionele therapie helpen de tong op de juiste plek te houden.